# Crèche de Commensacq
La crèche de Commensacq est un ensemble sculpté classé monument historique au titre d'objet par le ministère de la Culture le 24 juin 2003.

## Présentation
Cette crèche de Noël est un ensemble de douze statuettes moulées en plâtre polychrome. Elle donne une représentation de la Nativité, de l'adoration des mages et de celle des bergers. Elle est représentative de la renaissance de la sculpture religieuse en France dans l'entre-deux-guerres.
Elle est réalisée par le sculpteur Denis Fernand Py (1887-1949), qui signe son œuvre sur le manteau de saint Joseph. Elle est commandée par la famille Monboseq, très active sur le plan politique et culturel (théâtre de plein air à Onesse-et-Laharie) entre 1930 et 1950. La guérison d'un enfant Monboseq en 1930 pourrait être à l'origine de cet ex-voto.
Louis Rouart l'édite dans un catalogue pour la Librairie de l'Art catholique à Paris en 1936. Elle est offerte à la paroisse de Commensacq en 1940. De nos jours, elle est la propriété du diocèse d'Aire et Dax.
Elle est exposée en décembre 2016 à Mont-de-Marsan dans la  rotonde de la Vignotte, à l'occasion de la réouverture au public de ce monument resté jusque-là fermé pendant deux siècles.

## Galerie

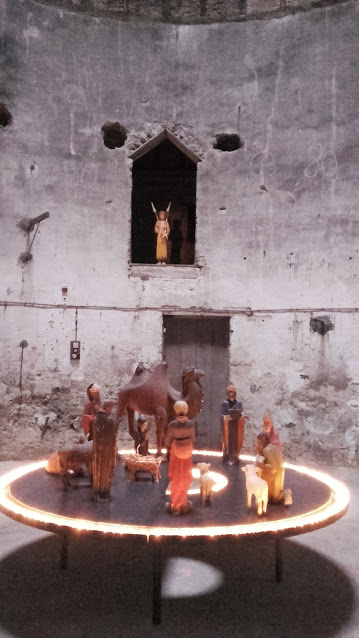
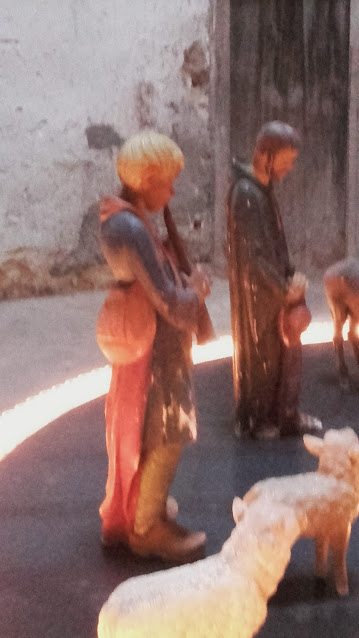
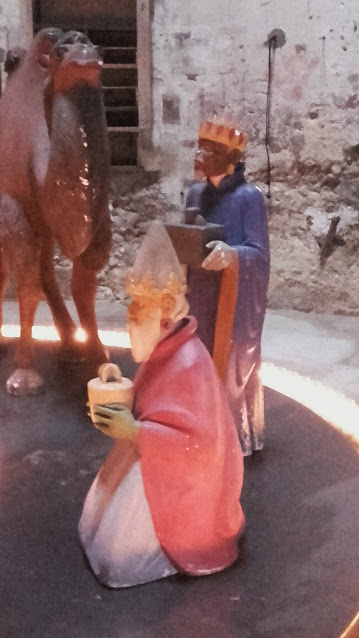
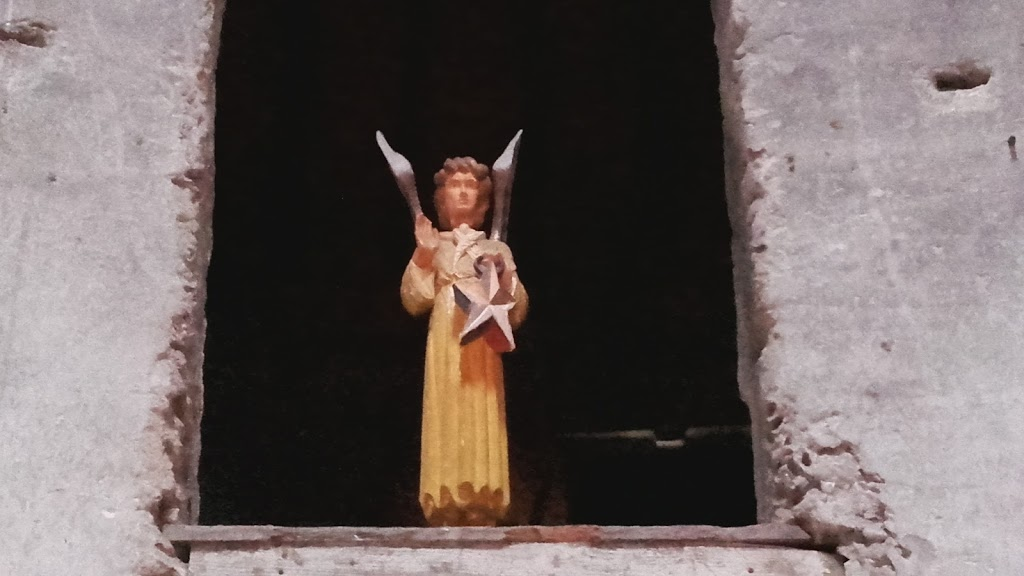